# 604773 Michaelmöller
604773 Michaelmöller è un asteroide della fascia principale esterna. Scoperto nel 2015, presenta un'orbita caratterizzata da un semiasse maggiore pari a 3,215434 UA e da un'eccentricità di 0,177134, inclinata di 13,836732° rispetto all'eclittica.